# حفل افتتاح دورة الألعاب الأولمبية الصيفية 2024
حفل افتتاح الألعاب الأولمبية الصيفية 2024 أقيم في 26 يوليو 2024 في جميع أنحاء باريس بدءا من الساعة 19:30 بتوقيت وسط أوروبا الصيفي (17:30 بتوقيت جرينتش). وكما نصت عليه الميثاق الأولمبي تضمنت الإجراءات برنامجا فنيا يعرض ثقافة البلد المضيف والمدينة واستعراض الرياضيين وإضاءة الشعلة الأولمبية. وافتتح الألعاب رسميا رئيس فرنسا إيمانويل ماكرون.
لأول مرة في تاريخ الألعاب الأولمبية الحديثة منذ حفل افتتاح الألعاب الأولمبية الصيفية للشباب 2018 في بوينس آيرس أقيم حفل الافتتاح خارج الملعب حيث جرت معظم الإجراءات والعروض في العديد من المعالم الباريسية وعبر نهر السين وجرت معظم البروتوكولات الرسمية في ملعب مؤقت في حدائق تروكاديرو. تألف البرنامج من اثني عشر فصلا وتضمن مزيجا من العروض الحية مع مقاطع مصورة وتسلسلات متحركة.
تلقى الحفل استقبالا متباينا حيث أشاد الكثيرون بأداء غوجيرا وناكامورا وديون مع توجيه الانتقادات الرئيسية إلى الطول وسوء الأحوال الجوية والمشكلات الفنية وبعض عناصر الإنتاج نفسه.
في 26 يوليو 2024 يوم حفل الافتتاح تسببت سلسلة من هجمات الحرق العمد في إتلاف خطوط السكك الحديدية الفرنسية. تعطلت خدمات السكك الحديدية الدولية والمحلية على نطاق واسع مع تأثر حوالي 800000 راكب. كانت هناك أيضا محاولة هجوم على خط جنوب شرق البلاد على الرغم من مقاطعته من قبل عمال الصيانة الذين صادف وجودهم في الموقع.

## الاستعدادات
كان من المتوقع الانتهاء من التخطيط بحلول نهاية عام 2023 مع إجراء بعض التدريبات في أماكن أخرى بدون جمهور قبل الحدث بينما في مواقف محددة تم إجراء بعضها في الموقع والتي اعتبرها تييري ريبول المدير التنفيذي للعلامة التجارية والإبداع والمشاركة في الألعاب "مثيرة". تم إجراء أول لقطات اختبار الكاميرا في سبتمبر 2023 وكان من المتوقع أن يتم توفير تغطية الحدث بواسطة 130 كاميرا. تم بث الحدث على 80 شاشة عملاقة على طول طريق نهر السين. تم تنظيمه من قبل الممثل المسرحي والمخرج توماس جولي وكان أول حفل افتتاح يقام خارج ملعب أولمبي منذ دورة الألعاب الأولمبية الصيفية للشباب 2018 التي أقيمت في بوينس آيرس. تم إنشاء تصميم الرقصات بواسطة مود لو بلاديك.
كان من المتوقع في الأصل أن يزيد عدد الحضور عن 500000 شخص من غير الدافعين و100000 متفرج إضافي يدفعون على الأرصفة السفلية للنهر بإجمالي متوقع يبلغ 600000. ومع ذلك بعد اقتراح في مايو 2023 من قبل أميلي أوديا كاستيرا وزيرة الرياضة والألعاب الأولمبية والبارالمبية الفرنسية بأن يقتصر هذا على ما بين 300000 و400000 شخص مجانا وبعد مخاوف إضافية بشأن الأمن والنقل تم تخفيض الرقم إلى 300000 كحد أقصى في أواخر نوفمبر 2023. في أواخر ديسمبر 2023 تم اقتراح تخفيض إضافي حيث كانت أجهزة الأمن تفضل إقامة الحفل في ملعب لتسهيل تنفيذ التدابير الأمنية. امتدت المدرجات من مكتبة فرانسوا ميتران إلى برج إيفل.
اصطف الجمهور على ضفاف نهر السين وجلسوا على امتداد 6 كيلومترات (3.7 ميل) على الأرصفة العلوية والسفلية وكذلك الأنهار التي تعبر كل جانب من النهر. أحصى فريق التنظيم ما بين 6000 و8000 فرد. وكان الحفل نفسه يضم 2000 راقص. بلغ إجمالي عدد الأفراد المشاركين في العروض المائية والجوية والبرية 45000 فرد بمتوسط لكل 3750 شخصا لكل كيلومتر مربع (9700/ميل مربع). لا يشمل هذا الرقم ما يقرب من 2000 من وكلاء الأمن المطلوبين لمراقبة خيام دخول حاملي التذاكر المدفوعة ورجال إنفاذ القانون الموجودين على الأرصفة المرتفعة في جميع أنحاء المسار. بدأ الممثلون والرياضيون رحلتهم على النهر من جسر أوسترليتز إلى جسر إينا أمام برج إيفل وحدائق تروكاديرو حيث أقيم البروتوكول الرئيسي.
في مايو 2023 تم طرح تذاكر الحدث للبيع عن طريق الاقتراع لأول مرة حيث تراوحت الأسعار من 90 يورو إلى 2700 يورو حيث كانت الأخيرة أغلى التذاكر بشكل عام للألعاب.
في عام 2023 تم وضع خطط لإزالة أكشاك الكتب على ضفاف النهر أثناء حفل الافتتاح وكممارسة في نوفمبر 2023 تم تفكيك عدد من أكشاك الكتب. ومع ذلك في فبراير 2024 أرجأ الرئيس ماكرون خطة إزالة بائعي الكتب.
بلغ العدد الإجمالي للقوارب والزوارق حوالي 160 مع مشاركة حوالي 58 في بروفة مخفضة أجريت في يوليو 2023 تحمل وفودا رياضية وأطقم تلفزيونية وخدمات الطوارئ. كان من المتوقع مشاركة 7000 من أصل 10500 رياضي. في أبريل 2023 تم الالتزام بـ 116 سفينة من 42 شركة نهرية ومن المتوقع أن يكون 98٪ من جميع القوارب المستخدمة متمركزة في باريس والباقي من شركات القوارب الإقليمية بما في ذلك الراعي المحلي قوارب هايفيلد.
في فبراير 2024 تم الإعلان عن تقليص عدد المتفرجين لحضور حفل الافتتاح من 600000 متفرج إلى حوالي 300000. كان هناك 100000 تذكرة مدفوعة للحفل مع حوالي 200000 تذكرة مجانية. في الشهر التالي تم تحديد مبلغ محدد قدره 326000 تذكرة مع 104000 تذكرة مدفوعة لأدنى بنك و222000 تذكرة مجانية للبنوك الأعلى. تم توزيع التذاكر المجانية في ثلاث جولات واستهدفت الأسر ذات الدخل المنخفض التي تعيش في المناطق المحرومة والحركات الرياضية والشباب والأشخاص الذين يساعدون في تنظيم الألعاب الأولمبية بما في ذلك التجار وعمال المدينة. كما اقترح في الأصل لم يتم منح تذاكر مجانية للسياح.
تم تأجيل بروفة الحفل والتي كانت مقررة في 24 يونيو 2024 بسبب التدفق القوي في نهر السين. تم إعادة جدولتها إلى 16 يوليو 2024.
شكلت عمدة باريس آن هيدالغو لجنة لتطوير الجوانب الإبداعية للحفل قبل أن تستأجر اللجنة المنظمة للألعاب الأولمبية الصيفية والبارالمبية 2024 مديرا إبداعيا. كان رئيس اللجنة باتريك بوشرون في النهاية أحد الأفراد الأربعة الذين استأجرهم جولي لتطوير السيناريو. حتى قبل اختياره للتخطيط للحفل كان جولي "يحلم بوصول الوفود بالمنطاد الهوائي وهو اختراع فرنسي ورؤوس الملوك الموتى ترتفع من نهر السين لمشاهدة الحفل" لكن هذه الفكرة لم تُنفذ. خطط توماس جولي وأربعة من كتاب السيناريو للحفل. ارتدوا سترات منفوخة أثناء خروجهم بالقوارب على طول النهر من جسر أوسترليتز إلى برج إيفل. بعد هذه الرحلات أمضوا تسعة أشهر في كتابة الحفل. استلهموا من تاريخ باريس وكانت موضوعاته الرئيسية تتألف من الحب و"الإنسانية المشتركة".
بعد تحديد 12 مشهدا من التاريخ الفرنسي لتمثيلها استأجر جولي أربعة مخرجين فرعيين لتطوير الموسيقى والأزياء وتصميم الرقصات للحدث. كان دافني بوركي وأوليفييه بيريو مسؤولين عن الأزياء بينما عُهد إلى مود لو بلاديك بتصميم الرقصات مع فيكتور لو ماسن الذي طور موضوع الأولمبياد لحفلي الافتتاح والختام في ثلاث ثوان كمدير موسيقي. لم يكن من الممكن تنفيذ عناصر معينة مثل جعل المؤدين ينحنيون خارج مبنى مستشفى أوتيل ديو في باريس الذي تم إيقاف تشغيله بسبب الأسبستوس. تضمنت الخطط الأخرى التي لم يتم تنفيذها عرضا سيقام بالقرب من مفرخ الأسماك بجوار رصيف بيثون على ضفة نهر السين والذي لم يكن من المفترض أن يتم إزعاجه وراقصين جماعيين على جسر كان من شأنه أن يتسبب في انهياره مع إعادة صياغة مشهد غير معلن 73 مرة بحلول مايو 2024.
نظرا لأن منسوب المياه سيرتفع أو ينخفض حسب الطقس فقد طور المنظم "برنامجا لرسم المسار ثلاثي الأبعاد حتى يتمكن من تصور مستويات المياه العالية والمنخفضة والأمطار وحتى العواصف".

### تدابير السلامة
في أكتوبر 2023 وفي أعقاب المخاوف الأمنية الناجمة عن الغزو الروسي لأوكرانيا وحرب إسرائيل وحماس عام 2023 وطعن مدرسة أراس صرحت كل من الحكومة الفرنسية ولجنة باريس المنظمة للألعاب الأولمبية والبارالمبية 2024 أنه لا توجد خطط رسمية للانتقال مشيرة إلى أن "الخطة أ تأخذ في الاعتبار جميع التهديدات". صرح أوديا كاستري على قناة بي إف إم التلفزيونية أنهم كانوا ينتبهون إلى السياق وكانت الحكومة تعمل على "متغيرات التعديل" راغبة في الحفاظ على الشكل الأصلي. في ديسمبر 2023 صرح الرئيس ماكرون أنه كانت هناك سيناريوهات متعددة للحفل في حالة حدوث حدث أمني كبير من شأنه أن يجبره على الانتقال من نهر السين. في هذا الصدد صرحت اللجنة المنظمة للألعاب الأولمبية الصيفية والبارالمبية 2024 أن لديها "خطط طوارئ لجميع سيناريوهات المخاطر المحددة: موجات الحر والهجمات الإلكترونية والحفل ليس استثناء". في أبريل 2024 أعلن الرئيس ماكرون أنه في حالة وجود تهديد إرهابي فهناك خطة ب وحتى خطة ج وفي هذه الحالة سيتم نقل حفل الافتتاح إلى ساحة تروكاديرو أو إلى ملعب ستاد دو فرانس. ومع ذلك صرح كريستوف دوبي المدير التنفيذي للألعاب الأولمبية للجنة الأولمبية الدولية في الشهر السابق من شهر مارس أن التغيير في ستاد دو فرانس سيكون غير مرجح بسبب كون الحدث "كبيرا جدا ومتطورا للغاية ومعقدا للغاية من الناحية الفنية للنظر في خطة ب في مكان آخر".
في أبريل 2024 أُعلن أن جميع المباني المطلة على نهر السين ستتمتع بحماية إضافية ضد الإرهاب. سيتم إغلاق العديد من المناطق القريبة من نهر السين ومحطات المترو والمتاحف المجاورة بما في ذلك متحف اللوفر وأورساي ومتحف الفنون الزخرفية.
بعد إغلاق الجسور من 8 يوليو 2024 قبل 18 يوما من حفل الافتتاح تم وضع محيط أمني حول موقع الحفل من 18 يوليو قبل 8 أيام من الحفل. تضمن المحيط من بين أمور أخرى حظر الوصول الآلي والوصول الخاضع للرقابة للمشاة مع الأشخاص داخل المحيط الخاضعين لـ "تذكرة ألعاب" شخصية. سيتم إغلاق جميع المطارات والمجال الجوي في دائرة نصف قطرها 90 ميلا (140 كم) أثناء الحفل وسيتم نشر 45000 ضابط أمن بما في ذلك أكثر من 2000 شرطي أجنبي في باريس أثناء الحفل.
في يوم الحدث واجه المتفرجون طوابير طويلة بالإضافة إلى عقبات التذاكر. تم فتح العديد من البوابات بعد أكثر من ساعة من الموعد المقرر مسبقا بسبب نقص الماسحات الضوئية الكافية لمعالجة جميع التذاكر.

## فريق عمل الحفل الرئيسي
- المدير الفني: توماس جولي

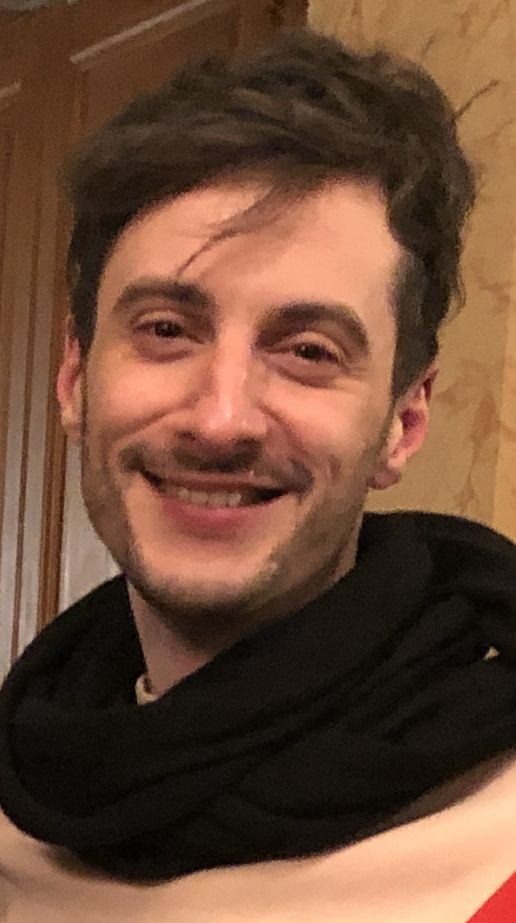
توماس جولي، المدير الفني لحفل الافتتاح.

- المدير الموسيقي: فيكتور لو ماسن [فرنسي]
- مدير الرقص: مود لو بلاديك [فرنسي]
- مصمم الرقصات: مود لو بلاديك
- مدير التصميم والأزياء: دافني بوركي
- مدير الأزياء الرئيسي: أوليفييه بيريو
- كتاب السيناريو:
  - باتريك بوشرون
  - داميان جابرياك
  - فاني هيريرو
  - ليلى سليماني
- المذيعون
  - ستيف ألان (فرنسي)
  - فال كاهل (إنجليزي)

## العناصر البروتوكولية ومسيرة الشعلة
أقيم موكب الأمم الذي من المتوقع أن يشارك فيه 10500 رياضي من 204 لجنة أولمبية وطنية مصنفين حسب وفودهم على نهر السين مع إقامة أحداث احتفالية أخرى في حدائق تروكاديرو.
كان مصدر الإلهام الرئيسي للموكب هو موكب جان بول جود في الذكرى المئوية الثانية للثورة الفرنسية في يوم الباستيل عام 1989 والذي وُصف بالمقارنة بأنه "مهرجان مناهض للوطنية جمعنا جميعا في بوتقة عالمية مع التفاؤل الذي فقدناه اليوم". مستوحى من المرادف الفرنسي لـ "المسرح" ونهر السين صور الجزء الفني من الحدث 12 مشهدا من التاريخ الفرنسي. كان من المتوقع أن يكون الحدث الأضخم على نهر السين منذ 285 عاما منذ الاحتفالات التي نظمها لويس الخامس عشر لزفاف ابنته على فيليب دوق بارما عام 1739. صرح الرئيس ماكرون أن الحفل سيتضمن "قصة عظيمة عن التحرر والحرية" بما في ذلك الأحداث المتعلقة بالثورة الفرنسية والإعلان العالمي لحقوق الإنسان والذي تم توقيعه في نفس المكان الذي ينتهي فيه الحفل، قصر شايو.
قدر جيرالد دارمانين وزير الداخلية أن الأمر سيتطلب 25000 من رجال الأمن وأن حوالي 35000 ضابط شرطة سيتم نشرهم لحفل الافتتاح.
تم تنظيم تتابع الشعلة الأولمبية لمدة 80 يوما من قبل رئيس اللجنة المنظمة للألعاب الأولمبية الصيفية والبارالمبية 2024 توني استانجيه. تم إضاءته في أوليمبيا باليونان في 16 أبريل 2024 ثم سافر عبر اليونان لمدة 10 أيام تالية قبل تسليمه إلى اللجنة المنظمة للألعاب الأولمبية الصيفية والبارالمبية 2024 في 26 أبريل في ملعب باناثينايك في أثينا. غادر بيرايوس على متن السفينة الشراعية بيليم ووصل إلى مرسيليا في 8 مايو 2024 تحت حراسة 1000 قارب.

## الإجراءات
فتحت أبواب الدخول إلى الأماكن في الساعة 17:30 بتوقيت وسط أوروبا الصيفي وبدأت المراسم بعد ساعتين في الساعة 19:30 بتوقيت وسط أوروبا الصيفي.
بعد أن جلس الجميع وانتهى تتابع الشعلة الأولمبية من رحلتها الحضرية حول المنطقة المحيطة باستاد فرنسا بدأ الحدث بفيديو مسجل مسبقا (مع لقطات من مراسم افتتاح الألعاب السابقة) للممثل الكوميدي جمال دبوز وهو يحمل الشعلة إلى استاد فرنسا الفارغ بعد أن لم يكن مدركا أن المراسم ستقام خارج الملعب. اقترب منه لاعب كرة القدم زين الدين زيدان الذي حمل الشعلة عبر شوارع المدينة مما جذب انتباه ثلاثة أطفال ثم إلى مترو باريس. قبل أن يتمكن القطار من مغادرة المحطة تعطل مما دفع زيدان إلى تمرير الشعلة للأطفال من خلال نافذة القطار. بعد عبور مقابر باريس والبحيرة الجوفية أسفل قصر غارنييه يقترب من الأطفال حامل شعلة مقنع يرتدي غطاء للرأس ويقود قاربا. يصعد الثلاثي على متن القارب وبينما يبدأون رحلتهم إلى العالم الخارجي تتحرك الكاميرا إلى مسرح تروكاديرو لتكشف عن توماس باخ رئيس اللجنة الأولمبية الدولية وإيمانويل ماكرون رئيس الجمهورية الفرنسية جالسين بالفعل بينما يقفان للترحيب بالحشد. بعد ذلك يشق القارب طريقه عبر نفق ويكشف عن ضوء يضيء ليكشف عن عبارة "كل شيء سيكون على ما يرام" عندما يصل القارب ويعبر نهر السين.
ثم يظهر حامل الشعلة المقنع بين المشاهد على نهر السين وأسطح باريس ليعمل كخيط رابط طوال الحفل.
في الساعة 19:30 بدأت عروض الألعاب النارية فوق جسر أوسترليتز بألوان العلم الفرنسي مسيرة الأمم بدءا من الوفد اليوناني وفريق اللاجئين الأوليمبي.

### متشرفين
تضمنت السلسلة الأولى متشرفين ليدي جاجا وراقصين يؤدون "شيء ريشتي" التي اشتهرت بها فيديت زيزي جانمير على نهر السين.
استأنفت المسيرة مع الوفود البنجلاديشية من خلال الوفود الصينية حيث قدم الراقصون والبهلوانات عروضا على منصات فرنسية على طراز الحدائق على نهر السين.

### التزامن
بدأت اللوحة الثانية التزامن برقصة تكريمية من قبل 420 شخصا لفرق إعادة بناء نوتردام دي باريس والحرفيين والحرفيين بشكل عام والتي أقيمت في إيل دو لا سيتي. تضمن هذا التسلسل الراقص غيوم ديوب والأبطال مارتن فوركاد ومايكل فيلبس وسلط الضوء على صناعة الميداليات الأولمبية وحقائب لويس فويتون.

### الحرية
بدأت اللوحة الثالثة الحرية على واجهة خدمات الاستقبال والإرشاد بتكريم الثورة الفرنسية (بعنوان "آه! كل شيء سيكون على ما يرام") في إشارة إلى إعدام ماري أنطوانيت والبؤساء. وشمل العرض فرقة الديث ميتال غوجيرا والسوبرانو مارينا فيوتي التي قدمت أغنية إلى هافانا من الأوبرا الفرنسية كارمين. وقدم الراقصون في المكتبة الوطنية الفرنسية عروضا على مقطوعات أدبية فرنسية كلاسيكية ومعاصرة. وتناول العرض أيضا أشكالا متنوعة من الحب (بما في ذلك موضوعات مثليو الجنس والتعدد الزوجي) والتي عبر عنها البهلوانون من شركة إكس واي وفناني السيرك من شركة ناطحة سحاب. كما قدم ناثان بولين لاعب المشي على الحبل المشدود عرضا في الهواء الطلق.

### المساواة
عزفت فرقة الحرس الجمهوري الموسيقية أغنية "بالنسبة لي هائل" لشارل أزنافور على جسر بونت دي آرتس لتفتتح الفصل الرابع المساواة. قدمت آيا ناكامورا أغنية "بوكي" وتوزيعا لأغنية "من أجلي هائل" وأغنيتها الناجحة "دجادجا" برفقة جوقة الجيش الفرنسي وموسيقيين من الحرس الجمهوري.

### الأخوة
بدأت الفقرة الخامسة "الأخوة" بأغنية "رقصة الموت" لكاميل سان سانز وأشارت إلى سرقة الموناليزا من متحف اللوفر عام 1911. واستؤنف العرض مع الوفود القبرصية من خلال الغابونية حيث عزف عازف البيانو ألكسندر كانتورو "ألعاب الماء" لموريس رافيل تحت أمطار غزيرة. واستمر العرض مع الوفود الغامبية من خلال الوفود الجامايكية.
انتقل الحفل إلى متحف أورسيه وأشاد بعلم التصوير وخاصة المخرجين الفرنسيين الأخوين لوميير وجورج ميلييه إلى جانب أدب الأطفال الفرنسي مثل الأمير الصغير حيث عُزفت قصيدة بول دوكاس "تلميذ الساحر". بعد ذلك يظهر قمر صناعي يكشف عن تلسكوب أصفر يتحول إلى تسلسل متحرك تحت الماء يظهر فيه المينيون وهم يعقدون أحداثا رياضية مختلفة في غواصة مع ظهور الموناليزا من نهر السين بعد انفجارها. غنت الميزو سوبرانو أكسيل سانت سيريل النشيد الوطني الفرنسي مرتدية فستانا من تصميم ديور يحمل شكل العلم الفرنسي فوق قصر جراند باليه.

### نادي نسائي
أبرزت السلسلة السادسة نادي نسائي عشر نساء فرنسيات بارزات بتماثيل ذهبية على طول نهر السين: أوليمب دي جوج وأليس ميليات وجيزيل حليمي وبوليت ناردال وجان باريت وكريستين دي بيزان ولويز ميشيل وأليس جاي وسيمون فيل وسيمون دي بوفوار (لم يرتفع تمثال الأخيرة أثناء الحفل). بعد ذلك غنت سان سيريل المقطع الثاني من النشيد الوطني الفرنسي مصحوبة بجوقة.

### رياضية
استأنفت السلسلة السابعة رياضية العرض مع اليابانيين من خلال الوفود النرويجية. قدم الكونترتينور البولندي جاكوب جوزيف أورلينسكي قطعة باروكية تبعه مغني الراب ريمك وهو يغني "كينج".

### احتفالية
بدأت السلسلة الثامنة احتفالية بتكريم الموضة الفرنسية على السجادة الحمراء في باسيريل ديبيلي. وانتهى العرض بحضور وفدي أستراليا (المضيفة لدورة الألعاب الأولمبية الصيفية 2032 في بريسبان) والولايات المتحدة (المضيفة لدورة الألعاب الأولمبية الصيفية 2028 في لوس أنجلوس). وعبر حامل الشعلة المقنع ممر ديبيلي بينما سلط بث فيديو مباشر الضوء على اللجنة الترحيبية في تاهيتي حيث ستقام فعاليات ركوب الأمواج.
تم تقديم تكريم للاتحاد الأوروبي من خلال "العد التنازلي النهائي" وعرض للطائرات بدون طيار حول برج إيفل يشكل النجوم الـ 12 لعلم الاتحاد الأوروبي وظهر فيه ملكات السحب بما في ذلك نيكي دول والراقصين بما في ذلك جيرمان لوفيت وإلكترو ستريت وجماعة مازلفرتين واستمر العرض على السجادة الحمراء المغطاة بالمياه لجسر المشاة ديبيلي بالإضافة إلى زورق به حلبة رقص بثنائي باعث للضوء إلى مسارات مثل "تحررت من الرغبة" و"الحب الاستريو" و"عاصفة رملية". أدى فيليب كاترين وهو شبه عار ومرسوم على هيئة ديونيسوس أزرق أغنية "نو" مستلقيا في وسط طاولة طويلة مع ملكات السحب في وضع يشبه "العشاء الأخير" لليوناردو دافنشي.
تضمنت الموسيقى التصويرية للأجزاء الثمانية الأولى مقطوعات كلاسيكية أعيد ترتيبها من أغاني شانسون الفرنسية وثقافة البوب التي مزجتها دي جي باربرا بوتش مثل "الأحرف الأولى B.B." بواسطة سيرج جينسبورج، "الجميع يفعل (ما يحلو لهم)،" "اسمحوا لي أن أرقص (الاثنين، الثلاثاء)" "مارسيا بايلا" و"أندي" بواسطة ريتا ميتسوكو والعلبة الفرنسية لراقصات مولان روج "جيمنوبيديا رقم 1" لإريك ساتي، "انها ليست سيئة في باريس" لميشيل بيرجر، "دي جي" لديام، "الفضاء هو" لشيلا، و"لأزيزا" لدانيال بالافوين و"سيدة (اسمعني الليلة)" لـ مودجو و"الحب لا تدعني أذهب" لديفيد جوتا و"أغنية عن حياتي المضحكة" لفيرونيك سانسون و"رسالة إلى فرنسا" لميشيل بولناريف و"الموسيقى تبدو افضل معك" لغبار النجوم و"كاس ليمون" لـ جوبيتور وكساف "ألكسندري ألكسندرا" لكلود فرانسوا "رقص" بواسطة العدالة و"محبط" لميلين فارمر و"الأقصر، أحبها" لفيليب كاترين.
اختتم الوفد الفرنسي عرض القوارب على نهر السين أمام "إني أحبك" و"مدينة منتصف الليل".

### الظلام
استمرت اللوحة التاسعة الظلام من احتفالية حيث أصبحت الموسيقى أكثر قتامة في المزاج وأصبح الراقصون على متن القارب أكثر جنونا. وبينما كانت أرضيته تعرض مونتاجا لكوارث مناخية مختلفة بما في ذلك الجفاف والفيضانات وحرائق الغابات انهار الراقصون ببطء واحدا تلو الآخر. ومع حلول الظلام في نهر السين ظهرت جولييت أرمانيه على طوف تغني "تخيل" كجزء من دعوة للسلام مصحوبة بسفيان بامارت على بيانو محترق.

### تكافل
عرضت اللوحة العاشرة تكافل فارسا يرتدي العلم الأولمبي كعباءة إلى جانب درع فضي وأسود يمتطي حصانا ميكانيكيا معدنيا على طول نهر السين لنشر روح الألعاب. أشار هذا الجزء إلى بيير دي كوبرتان وتاريخ الألعاب الأولمبية مع العديد من الصور الأرشيفية وأبرز أحداث الألعاب السابقة. تجمع حاملو الأعلام من كل دولة تحت برج إيفل. ظهر الفارس على حصان أبيض حاملا علما أولمبيا آخر مطويا إلى الصاري في تروكاديرو محاطا بالرياضيين. تم أداء النشيد الأولمبي من قبل جوقة راديو فرنسا والأوركسترا الوطنية الفرنسية.

### الجدية
في اللوحة الحادية عشرة الجدية تم منح الغار الأولمبي حيث تلقاه الدبلوماسي الإيطالي فيليبو جراندي بصفته المفوض السامي للأمم المتحدة لشؤون اللاجئين. رحب توني استانجيه رئيس اللجنة المنظمة ورئيس اللجنة الأولمبية الدولية توماس باخ بالمشاركين والمتفرجين باللغتين الفرنسية والإنجليزية. ثم أعلن الرئيس إيمانويل ماكرون افتتاح الألعاب.
"أعلن افتتاح ألعاب باريس احتفالا بألعاب الأولمبياد الثامنة والثلاثين في العصر الحديث".
أدى اليمين الأولمبي حاملا العلم الفرنسيان ميلينا روبرت ميشون وفلوران مانودو والمدرب كريستوف ماسينا وحكم المصارعة. أخذ زين الدين زيدان الشعلة الأولمبية من حاملها المقنع وسلمها إلى لاعب التنس الإسباني رافائيل نادال الذي حمل الشعلة إلى نهر السين بالقارب مع أبطال أولمبيين آخرين بينما على مسرح تروكاديرو أدى راقص أصم أغنية "فوق الطبيعة" لسيروني بلغة الإشارة الفرنسية على خلفية عرض ضوئي متقن على برج إيفل مع التركيز على الحلقات الأولمبية. تم تمرير الشعلة بين كارل لويس وسيرينا ويليامز وناديا كومانيتشي. رسا القارب بالقرب من متحف اللوفر حيث واصلت بطلة التنس أميلي موريسمو التتابع مع لاعب كرة السلة توني باركر. وانضم إليهم أبطال الألعاب البارالمبية نانتينين كيتا وأليكسيس هانكوينكانت وماري أميلي لو فور ليفتتحوا رسميا اللوحة الثانية عشرة والأخيرة الخلود.

### الخلود
تم نقل الشعلة الأولمبية عبر حديقة التويلري بواسطة أبطال أولمبيين مختلفين وبلغت ذروتها مع قيام تيدي رينر وماري جوزيه بيريك بإضاءة المرجل الأولمبي وهو عبارة عن حلقة من مصابيح ليد المحوسبة وموزعات رذاذ الماء والتي توجت بكرة هيليوم يبلغ ارتفاعها 30 مترا تشبه منطاد الهواء الساخن ترتفع في الهواء مما يذكرنا بتجارب الأخوين مونتجولفييه التي أدت إلى أول رحلة بالون هواء ساخن في عام 1783. كان لا بد من ربط المرجل بسلك لتجنب الطيران.
اختتمت سيلين ديون الحفل بغناء "نشيد الحب" لإيديث بياف من برج إيفل تلا ذلك بضع نغمات من "النشيد الوطنى الفرنسى" مما أدى إلى ختام الحفل.

## الأناشيد
فرنسا النشيد الوطني الفرنسي - أكسيل سانت سيريل
النشيد الأولمبي للجنة الأولمبية الدولية - الأوركسترا الوطنية الفرنسية وجوقة راديو فرنسا

## العروض

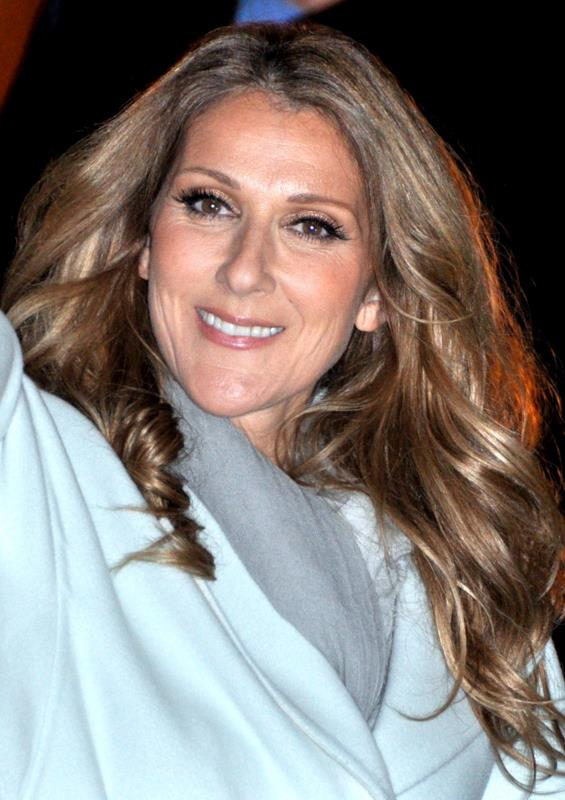
قدمت سيلين ديون (الصورة في عام 2012) أول أداء حي لها منذ عام 2022 في نهاية حفل الافتتاح.

قدم المغني الفرنسي سليمان أغنيته "مون أمور" في حدث ما قبل حفل الافتتاح في سان دوني والذي تم بثه على قناة فرانس 2. نظرا لأن سليمان ألغى حفلة موسيقية في اليوم السابق لم تكن بعض وسائل الإعلام متأكدة مما إذا كان سيغني أم لا.
كانت المغنية الأمريكية ليدي غاغا أول من يؤدي في الحفل حيث قدمت نسخة من أغنية "شيء ريشتي". سرعان ما تبعتها فرقة الميتال التقدمية غوجيرا لتصبح أول فرقة ميتال تؤدي في حفل افتتاح أوليمبي. قدمت الفرقة التي انضمت إليها مغنية الأوبرا مارينا فيوتي أغنية عصر الثورة الفرنسية "كل شئ سيكون على ما يرام" في خدمات الاستقبال والإرشاد وهو سجن سابق قضت فيه ماري أنطوانيت أيامها الأخيرة. بدأ الأداء مؤد يصور أنطوانيت مقطوعة الرأس. سرعان ما تبعته آيا ناكامورا بأداء أغنيتيها "بوكي" و"جدجا" على جسر بونت دي آرتس.
في وقت لاحق من الليل كجزء من جزء عرض الأزياء من الحفل أعادت ملكات السحب المختلفة بما في ذلك نيكي دول والعديد من المتسابقين السابقين من سباق السحب في فرنسا إنشاء اللوحة الشهيرة العشاء الأخير. كما قدمت دول أغنية "كان لدي حلم" على المدرج. بعد فترة وجيزة قدم الموسيقي فيليب كاترين عرضا وهو مغطى بطلاء الجسم الأزرق ومحاطا بالفواكه والزهور. بينما كانت كاترين تصور الإله اليوناني ديونيسوس اعتبره البعض مشابها للشخصية الكوميدية البلجيكية بابا سنفور. غنت جولييت أرمانيه أغنية جون لينون "تخيل" عام 1971 برفقة سفيان بامارت على البيانو الذي كان مشتعلا أثناء الأداء.
في ختام حفل الافتتاح بعد إشعال الشعلة الأولمبية غنت سيلين ديون أغنية إديث بياف "ترنيمة الحب" في الطابق الأول من برج إيفل. وكان هذا الأداء هو الأول لها منذ ديسمبر 2022 بعد الكشف عن تشخيصها بمتلازمة الشخص المتصلب.

## كبار الشخصيات الحاضرين

### الدولة المضيفة
- فرنسا
  - الرئيس إيمانويل ماكرون
  - السيدة الأولى بريجيت ماكرون
  - رئيس الوزراء غابرييل أتال
  - الرئيس السابق فرانسوا هولاند
  - رئيس اللجنة المنظمة للألعاب الأولمبية الصيفية والبارالمبية 2024 توني استانجيه
  - عمدة باريس آن هيدالغو
  - رئيس اللجنة الوطنية الأولمبية والرياضية الفرنسية والاتحاد الدولي للدراجات ديفيد لابارتيان

### اللجنة الأولمبية الدولية
- أعضاء اللجنة الأولمبية الدولية والحركة الأولمبية:
  - توماس باخ، رئيس اللجنة الأولمبية الدولية
  - جياني إنفانتينو، رئيس الاتحاد الدولي لكرة القدم (فيفا)
  - سبيروس كابرالوس، رئيس اللجان الأولمبية الأوروبية

### زعماء وممثلون أجانب
كانت اللجنة المنظمة المحلية تتوقع حضور حوالي 120 من زعماء العالم حفل الافتتاح إلى جانب حوالي 160 وزيرا. وفي تقرير آخر قالت الحكومة الفرنسية إن ما لا يقل عن 100 رئيس دولة وحكومة قبلوا الدعوة إلى الألعاب لكنها لم تكشف عن أي تفاصيل أخرى.
وفقا لقائمة من الإليزيه أكد ما مجموعه 110 من الزعماء الأجانب رحلتهم إلى باريس لحضور الحفل. استضاف الرئيس ماكرون ورئيس اللجنة الأولمبية الدولية باخ حفل استقبال وقمة الرياضة من أجل التنمية المستدامة مع كبار الشخصيات الزائرة. وقد أكد الساسة الدوليون التاليون خططهم للحضور:
- إيدي راما، رئيس وزراء ألبانيا
- كزافييه إسبوت زامورا، رئيس وزراء أندورا
- خافيير ميلي، رئيس الأرجنتين
- أنيكا ويلز، وزيرة الرياضة في أستراليا (ممثلة عن الحاكم العام سام موستين)
- كارل نيهامر، مستشار النمسا
- الملك فيليب والملكة ماتيلد من بلجيكا
  - ألكسندر دي كرو، رئيس وزراء بلجيكا
- الأمير جيجيل أوجين وانجتشوك من بوتان
- دينيس بيتشيروفيتش، رئيس مجلس رئاسة البوسنة والهرسك
- روزانجيلا لولا دا سيلفا، السيدة الأولى للبرازيل (ممثلة عن الرئيس لويس إيناسيو لولا دا سيلفا) سيلفا)
  - أندريه فوفوكا، وزير الرياضة في البرازيل
- رومن راديف، رئيس بلغاريا
- خوسيه ماريا نيفز، رئيس الرأس الأخضر
- بول بيا، رئيس الكاميرون
- كارلا كوالترو، وزيرة الرياضة في كندا (ممثلة عن الحاكم العام ماري سيمون)
- فوستين آركانج تواديرا، رئيس جمهورية أفريقيا الوسطى
- خايمي بيزارو، وزير الرياضة في تشيلي (ممثلا عن الرئيس غابرييل بوريك)
- هان تشنغ، نائب رئيس الصين (ممثلا عن الرئيس شي جين بينج)
- جوستافو بيترو، رئيس كولومبيا
- أزالي عثماني، رئيس جزر القمر
- أندريه بلينكوفيتش، رئيس وزراء كرواتيا
  - كوليندا جرابر كيتاروفيتش، الرئيس السابق لكرواتيا
- نيكوس خريستودوليديس، رئيس قبرص
- بيتر فيالا، رئيس وزراء جمهورية التشيك
- الملك فريدريك العاشر والملكة ماري من الدنمارك
- إسماعيل عمر جيله، رئيس جيبوتي
- ألار كاريس، رئيس إستونيا
- ويليام كاتونيفير، رئيس فيجي
- ألكسندر ستوب، رئيس فنلندا
- برايس أوليغي نغيما، رئيس الجابون
- سالومي زورابشفيلي، رئيسة جورجيا
  - إيراكلي كوباخيدزه، رئيس وزراء جورجيا
- أولاف شولتز، مستشار ألمانيا
- كيرياكوس ميتسوتاكيس، رئيس وزراء اليونان
- باه أوري، رئيس وزراء غينيا
- عمر سيسوكو إمبالو، رئيس غينيا بيساو
- كيفين يونغ، وزير الثقافة والرياضة والسياحة في هونغ كونغ
- تاماس سوليوك، رئيس المجر
- بيارني بينيديكتسون، رئيس وزراء أيسلندا
- برابوو سوبيانتو، وزير الدفاع والرئيس المنتخب لإندونيسيا
  - إريك توهير، وزارة الشركات المملوكة للدولة ورئيس اتحاد كرة القدم الإندونيسي
- عبد اللطيف رشيد، رئيس العراق
  - نيجيرفان بارزاني، رئيس إقليم كردستان العراق
- سيمون هاريس، رئيس وزراء أيرلندا
- إسحاق هيرتزوج، رئيس إسرائيل
- سيرجيو ماتاريلا، رئيس إيطاليا
- روبرت بيوجريه مامبي، رئيس وزراء ساحل العاج
- يوكو كيشيدا، زوجة رئيس وزراء اليابان (ممثلة للإمبراطور ناروهيتو ورئيس الوزراء فوميو كيشيدا)
- الأمير فيصل بن حسين من الأردن
- فيوسا عثماني، رئيسة كوسوفو
  - ألبين كورتي، رئيس وزراء كوسوفو
- سادير جباروف، رئيس قيرغيزستان
- إدغارس رينكيفيتش، رئيس لاتفيا
- نجيب ميقاتي، رئيس وزراء لبنان
- محمد المنفي، رئيس المجلس الرئاسي الليبي
- الأميرة نورا من ليختنشتاين
  - دانيال ريش، رئيس وزراء ليختنشتاين
- جيتاناس نوسيدا، رئيسة ليتوانيا
- هنري، دوق لوكسمبورغ الأكبر وماريا تيريزا، دوقة لوكسمبورغ الكبرى
  - لوك فريدين، رئيس وزراء لوكسمبورغ
- أندري راجولينا، رئيس مدغشقر
- حسين محمد لطيف، نائب رئيس جزر المالديف
- روبرت أبيلا، رئيس وزراء مالطا
- محمد ولد الغزواني، رئيس موريتانيا
- خيسوس ماريا تاريبة، أول رجل محترم معين من المكسيك (يمثل الرئيسة المنتخبة كلوديا شينباوم)
- مايا ساندو، رئيسة مولدوفا
- ألبرت الثاني، أمير موناكو وتشارلين، أميرة موناكو
- أوخناجين خورلسوخ، رئيس منغوليا الجبل الأسود ياكوف ميلاتوفيتش، رئيس الجبل الأسود
- ياكوف ميلاتوفيتش، رئيس الجبل الأسود
  - ميلويكو سبايتش، رئيس وزراء الجبل الأسود
- عزيز أخنوش، رئيس وزراء المغرب (ممثلًا للملك محمد السادس)
- الملك ويليام ألكسندر والملكة ماكسيما من هولندا
  - كاثرينا أماليا، أميرة أورانج
  - الأميرة أليكسيا من هولندا
  - ديك شوف، رئيس وزراء هولندا
- سيندي كيرو، الحاكم العام لنيوزيلندا
- عبد الله محمدو، وزير الرياضة في النيجر
- باسل بن أحمد الرواس، وكيل وزارة الثقافة والرياضة والشباب في عمان
- سانتياغو بينيا، رئيس باراغواي
- أندريه دودا، رئيس بولندا
- مارسيلو ريبيلو دي سوزا، رئيس البرتغال
- تميم بن حمد آل ثاني، أمير قطر
- كلاوس يوهانيس، رئيس رومانيا
- بول كاغامي، رئيس رواندا
- باتريس تروفوادا، رئيس وزراء ساو تومي وبرينسيبي
- الأميرة ريما بنت بندر آل سعود من المملكة العربية السعودية
- باسيرو ديوما يي فاي، رئيس السنغال
- ألكسندر فوتشيتش، رئيس صربيا
- جوليوس مادا بيو، رئيس سيراليون
- ثارمان شانموغاراتنام، رئيس سنغافورة
- بيتر بيليجريني، رئيس سلوفاكيا
- ناتاشا بيرك موسار، رئيسة سلوفينيا
  - روبرت جولوب، رئيس وزراء سلوفينيا
- جايتون ماكنزي، وزير الرياضة والفنون والثقافة في جنوب أفريقيا
- الملك فيليبي السادس ملك إسبانيا والملكة ليتيزيا ملكة إسبانيا
- فيولا أمهرد، رئيسة سويسرا
- ماتفي بيدني، وزير الرياضة في أوكرانيا (ممثلا للرئيس فولوديمير زيلينسكي)
- كير ستارمر، رئيس وزراء المملكة المتحدة
- جيل بايدن، السيدة الأولى للولايات المتحدة الأمريكية (ممثلة للرئيس جو بايدن)
  - كارين باس، عمدة لوس أنجلوس (المدينة المضيفة لأولمبياد صيف 2028)
  - جينيفر سيبيل نيوسوم، الشريك الأول لكاليفورنيا (ولاية أولمبياد صيف 2028 المدينة المضيفة)
- نجوين فان هونج، وزير الثقافة والرياضة والسياحة في فيتنام (ممثلاً للرئيس تو لام)

### المنظمات الدولية
حضر الشخصيات التالية من المنظمات الدولية:
- شارل ميشيل، رئيس المجلس الأوروبي
- أورسولا فون دير لاين، رئيسة المفوضية الأوروبية
- كريستين لاجارد، رئيسة البنك المركزي الأوروبي
- أودري أزولاي، المديرة العامة لليونسكو
- أنطونيو غوتيريش، الأمين العام للأمم المتحدة
- ينس ستولتنبرغ، الأمين العام لحلف شمال الأطلسي
- جيلبرت هونغبو، المدير العام لمنظمة العمل الدولية

## الاستقبال
تلقى الحفل استقبالا متباينا حيث أشاد العديد بأداء غوجيرا وناكامورا وديون مع توجيه الانتقادات الرئيسية إلى طول العرض وسوء الأحوال الجوية والمشكلات الفنية. تم انتقاد إدراج المينيون باعتباره "إعلانا ممتدا" و"مثيرا للاشمئزاز". وصف نيك هيلتون من صحيفة ذي إندبندنت الحفل بأنه "حشو كثير جدا وقليل جدا من القاتل". كتبت كيلي لولر من صحيفة يو إس إيه توداي "لم يكن هناك شيء فظيع جدا... ولكن لم يكن هناك شيء خاص جدا أيضا". كانت عارفة أكبر من صحيفة الغارديان ناقدة ووصفت الألعاب بأنها "طموح مرتفع تلاشى بسبب التسليم غير المتساوي". وذكر الاستعراض أن الإنتاج يفتقر إلى الرقي.

### الجدل أثناء حفل الافتتاح

#### ردود الفعل العنيفة على وسائل التواصل الاجتماعي
تعرضت مجموعة المؤدين بما في ذلك ملكات السحب الذين أعادوا تمثيل العشاء الأخير لانتقادات من مستخدمي وسائل التواصل الاجتماعي المسيحيين الذين اعتبروا ذلك استهزاء. ندد السياسيون الفرنسيون اليمينيون المتطرفون بما في ذلك ماريون ماريشال والمتحدث باسم التجمع الوطني جوليان أودول بحضور المغنية آيا ناكامورا حيث وصف ماريشال الحدث بأنه "دعاية يقظة فجة". واجهت ناكامورا إساءة عنصرية في الفترة التي سبقت الحدث مثل مجموعة اليمين المتطرف الأصليين التي عرضت لافتة "لا توجد طريقة لآيا. هذه باريس وليست سوق باماكو".

#### مقدمة عن كوريا الجنوبية
في حفل الافتتاح تم تقديم كوريا الجنوبية باسم "جمهورية كوريا الشعبية الديمقراطية" بدلا من "جمهورية كوريا". نشرت اللجنة الأولمبية الدولية اعتذارا على حساب إكس باللغة الكورية. ومع ذلك لم يتم نشر أي اعتذار على حساب وسائل التواصل الاجتماعي الرسمي باللغة الإنجليزية.
طلبت جانج مي ران نائبة وزير الثقافة والرياضة والسياحة الثانية من اللجنة الأولمبية الدولية ترتيب اجتماع مع الرئيس باخ بشأن هذا الحادث.
"لقد طلبنا أيضا من وزارة الخارجية تقديم شكوى قوية إلى فرنسا على المستوى الحكومي. طلبت اللجنة الرياضية والأولمبية الكورية على الفور من اللجنة المنظمة في باريس منع تكرار حالات مماثلة وستقدم احتجاجا رسميا تحت إشراف رئيس بعثتنا. ستجتمع اللجنة أيضا مع اللجنة الأولمبية الدولية."
— وزارة الثقافة والرياضة والسياحة (كوريا الجنوبية)

#### رفع العلم الأولمبي مقلوبًا
أثناء أداء النشيد الأولمبي رُفع العلم الأولمبي في وضع مقلوب.